# Duhovi Marsa
Duhovi Marsa (eng. Ghosts of Mars) je naziv američkog horora iz 2001. godine, kojeg je režirao John Carpenter. Scenarij filma je također napisao John Carpenter, no ovaj puta to je učinio u suradnji s Larryjem Sulkisom.

## Radnja
Radnja filma je smještena u 22. stoljeće, tj. preciznije rečeno u 2176. godinu, na Marsu. Mars je u ovom filmu prikazan kao planet koji je skoro potpuno prilagođen Zemljanima (točnije rečeno 84%). Planet je prilagođen u toj mjeri da ljudi ondje mogu po površini hodati bez svemirskih odijela. 
Radnja filma se vrti oko policajke, Melanie Ballard (Natasha Henstridge), druge u zapovijednom lancu malog tima poslanog da preuzme i transportira zatvorenika po imenu Desolation Williams (Ice Cube). 
Stigavši u udaljeni rudarski grad, u kojem je Williams utamničen, policajka Ballard, zajedno s ostatkom ekipe, otkriva kako su doslovno svi stanovnici ovoga grada nestali. Nedugo potom, ona otkriva da su tamošnji rudari pronašli podzemna vrata, koja je stvorila drevna marsovska civilizacija. Naime, rudari su otvorivši ta vrata, zapravo pustili na slobodu duhove, tj. bestjelesne duše koje su ih potom zaposjele. Nasilje je nadalje slijedilo, nasilje u kojem su opsjednuti rudari ubijali i uništavali, kao i samoozlijeđivali se. Ballard u novonastaloj situaciji mora odbiti napade rudara, pobjeći iz grada i uništiti duhove, ako to bude ikako moguće. Nažalost, ostvarenje njenih ciljeva postaje vrlo komplicirano i to jer se ubijanjem opsjednutih rudara postižu tek dvije stvari: smrt rudara i oslobođenje marsovskog duha, koji tada može opsjesti drugog čovjeka. Prethodno spomenuti tim naposljetku odlučuje detoniranjem nuklearnog reaktora ubiti sve opsjednute ljude. Međutim, razvojem događaja, Ballardina postrojba je skoro u potpunosti uništena od strane podivljalih rudara. Naime, jedini preživjeli ostaju Melanie Ballard i njen zatočenik Desolation Williams. Naposljetku, ne želeći da vlasti okrive Melanie za pokolj, Desolation ju veže lisicama za njen krevet u vlaku, koji je bio na putu prema njoj željenom odredištu. Nadalje, za vrijeme njeog oporavka u bolnici, opsjednuti rudari napadaju grad. Film završava scenom u kojoj se Desolation pojavljuje u bolnici kako bi pomogao Ballardici u borbi protiv izvanzemaljskih zombija.   

## Uloge
- Natasha Henstridge kao poručnica Melanie Ballard
- Ice Cube kao James 'Desolation' Williams
- Jason Statham kao narednik Jericho Butler
- Clea DuVall kao Bashira Kincaid
- Pam Grier kao zapovjednica Helena Braddock
- Joanna Cassidy kao dr. Arlene Whitlock

## Nominacije
2001. godine film je doživio svoju jedinu nominacije i to na Katalonskom međunarodnom filmskom festivalu u kategoriji najbolji film.

## Produkcija
Iako je ciklus dana i noći na Marsu gotovo identičan po trajanju onome na Zemlji, većina radnje u filmu se odvija po noći. Mars se prikazuje po danu samo tijekom jednog misaonog povratka u prošlost, u kojem jedna znanstvenica opisuje kako je pronašla i otvorila Pandorinu kutiju a samim time i oslobodila izvanzemaljske duhove. 
Poveći dio filma je sniman u rudniku gipsa, u Novom Meksiku. Čisto bijeli gips je morao biti prebojan hektolitrima biološki razgradive crvene boje. 

## Druge zanimljivosti
- Prvi izbor za tumačenje lika policajke Melanie Ballard, bila je Courtney Love, no uloga je ipak pripala Natashi Henstridge i to jer je bivša žena Cortneynog dečka, prešla autom preko Courneynog stopala.

- Uloga Desolation Williamsa je prvo bila dodijeljena Jasonu Stathamu.

## Vanjske poveznice
- Duhovi Marsa u internetskoj bazi filmova IMDb-a
- Duhovi Marsa  Arhivirana inačica izvorne stranice od 9. ožujka 2009. (Wayback Machine) na Metacriticu
- Duhovi Marsa na službenoj stranici Johna Carpentera